# XML Base
XML Base ist eine vom World Wide Web Consortium empfohlene Möglichkeit, Basis-URLs für Teile von XML-Dokumenten zu definieren. Basis-URL bezeichnet dabei diejenige URL, von der aus relative Pfadangaben im Dokument aufgelöst werden. Die XML Base-Empfehlung wurde am 27. Juni 2001 eingeführt.
Das xml:base-Attribut kann in XML-Dokumenten an beliebiger Stelle eingefügt werden, um eine andere Basis-URL als die des Dokumentes oder einer externen  URI bzw. externen Entität zu verwenden. Der Wert des Attributes wird als URI-Referenz, wie in RFC 2396 definiert, interpretiert, nachdem er wie in Teil 3.1 der Spezifikation verarbeitet wurde.
In XML-Prozessoren, die XML-Namensräume berücksichtigen, ist das „xml“-Präfix an die Namespace-Bezeichnung gebunden, wie dort unter Namespaces in XML beschrieben. Trotzdem kann xml:base auch von Prozessoren genutzt werden, die keine Namensräume verarbeiten.

## Beispiel
Das folgende XML-Dokument befinde sich am Ort file:///var/www/beispiel.xml
```
<body
 
xmlns=
"http://www.w3.org/1999/xhtml"
>

  
<a
 
href=
"/wiki/XML_Base"
>
Link
 
1
</a>

  
<a
 
xml:base=
"http://de.wikipedia.org"
 
href=
"/wiki/XML_Base"
>
Link
 
2
</a>

  
<div
 
xml:base=
"file:///home/user/"
>

    
<a
 
href=
"test2.xml"
>
Link
 
3
</a>

    
<a
 
xml:base=
"ordner"
 
href=
"test3.xml"
>
Link
 
4
</a>

  
</div>

</body>

```

Dann werden die Links folgendermaßen aufgelöst:
1. Link 1 führt zu file:///wiki/XML_Base
2. Link 2 zu http://de.wikipedia.org/wiki/XML_Base
3. Link 3 zu file:///home/user/test2.xml
4. Link 4 zu file:///home/user/ordner/test3.xml